# América Futebol Clube (SE)
|  | Aquest article tracta sobre el club de futbol de la ciutat de Propriá. Vegeu-ne altres significats a «América Futebol Clube». |

L'América Futebol Clube és un club de futbol brasiler de la ciutat de Propriá a l'estat de Sergipe.

## Història
Membres descontents de l'Esporte Clube Propriá fundaren l'América Futebol Clube el 8 d'agost de 1942. Aquests fundadors foren Durval Feitosa, Pedro Cardoso, Gerdiel Graça, José Rodrigues de Nelo, Miguel Apolônio, José Graça Leite, Eugênio Amaral, Normando Rogério Lima i José Coutinho. El 1960, el club professionalitzà la seva secció de futbol. El 1965, l'América fou subcampió estatal, essent derrotat pel Confiança.
El 1966 guanyà el seu primer campionat sergipano vencent el Confiança a la final. Guanyà els segon campionat estatal el 2007, derrotant l'Itabaiana.

## Palmarès
- Campionat sergipano:
  - 1966, 2007

## Estadi
L'América juga els seus partits com a local a l'Estadi José Neto, amb capacitat per a 3.000 persones. També juga a l'Estadi João Alves Filho, també amb capacitat per a 3.000 espectadors.